# Freycinetia whitmorei
Freycinetia whitmorei är en enhjärtbladig växtart som beskrevs av Benjamin Clemens Masterman Stone. Freycinetia whitmorei ingår i släktet Freycinetia och familjen Pandanaceae. Inga underarter finns listade.